# Nămaș, Alba
Nămaș este un sat în comuna Bistra din județul Alba, Transilvania, România.